# Bud Osborne
Bud Osborne (ur. 20 lipca 1884, zm. 2 lutego 1964) – amerykański aktor filmowy.

## Życiorys
Osborne urodził się w Hrabstwie Knox w Teksasie. W latach 1912–1963 wystąpił w ponad 600 filmach i programach telewizyjnych. Zmarł w Los Angeles na atak serca. Został pochowany na tamtejszym cmentarzu Forest Lawn Memorial Park.

## Wybrana filmografia
- 1930: The Utah Kid
- 1939: Across the Plains
- 1940: Lone Star Raiders
- 1941: Underground Rustlers
- 1941: Forbidden Trails
- 1942:'Neath Brooklyn Bridge
- 1943: Haunted Ranch
- 1944: Law Men
- 1946: Overland Riders
- 1946: Outlaws of the Plains
- 1948: Krwawy księżyc
- 1955: Narzeczona potwora